# Club omnisports de Meknès
 (mars 2020).
Si vous disposez d'ouvrages ou d'articles de référence ou si vous connaissez des sites web de qualité traitant du thème abordé ici, merci de compléter l'article en donnant les références utiles à sa vérifiabilité et en les liant à la section « Notes et références ».
Ne doit pas être confondu avec Club omnisports de Meknès (handball).
Maillots
Le Club Omnisports De Meknès (en arabe : النادي الرياضي المكناسي), plus couramment abrégé en COD Meknès, est un club omnisports marocain, fondé en 1962 et basé dans la ville de Meknès.
Si le club comporte plusieurs sections comme le handball, le football est la section la plus connue du club et constitue l'objet de cet article, dont sa 1re équipe joue actuellement en Botola Pro1.

## Historique
Historiquement, la ville de Meknès avait plusieurs clubs qui étais tous fondés par des étrangers, que soit des anglais, des espagnols ou même bien des français, dont l'USD Meknès été le club le plus populaire de la ville, puisqu'il était le seul club meknèssi qui a arrivait a remporté les titres, tandis que l'ASTF de Meknès ou même bien les autres clubs de la ville n'ont jamais réussis a remporté ni le championnat du Maroc ni la coupe du Trône. Le RC Meknès a fait partie aussi de ces clubs, sachant qu'il était le seul d'eux qui avait dans son comité des membres marocains. Malheureusement, cette dernière n'a pas pu résister en première division parmi les grands ce qui a provoqué une crise sportive sans précédent dans la ville ismaïlienne. Pour résoudre ce problème, les responsables ont décidé de faire fusionner le Club Olympique de Meknès avec le Rachad et le Difaâ de Beni M'hamed (équipe de la 3e division), mais malheureusement cette solution n'a pas réalisé le but souhaité.

### 1962, nouvelle fusion: nouveau club
Au début de 1962, les dirigeants de la ville avaient pensé à créer un nouveau club particulier susceptible de réunir les différentes sections sportives, en effet cette vision nouvelle du management et de gestion qui avait été basée sur le recrutement des cadres compétents vint pour créer un club fort et compétitif afin de suivre les bons résultats des anciens clubs, ainsi trouver une place stable en première division nationale. En fait, le CODM voit le jour le 21 juin 1962 après le projet de la fusion des deux clubs sportives les plus populaires dans la ville de Meknès, qui sont le Rachad de Meknès et l'ASTF.
Grâce aux six membres fondateurs suivants : haj Driss Ben Moussa, Mossadek, Abdellatif Sayagh, haj Kacem Bennouna, Driss Alami, Hamid Lahlou et Maurice Andréo, le CODM est devenu le club qui représente la ville, dont il a participé aux championnats et arrivera pour la première fois à avoir sa place en 2e division avant qu'il s'est classé 2e derrière le Maghreb de Rabat et réussira la montée.

### 1966: Premier titre

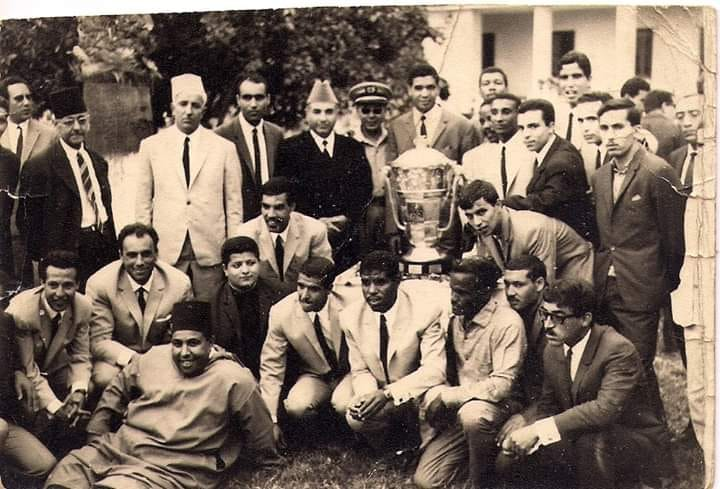
Le COD Meknès remporte la coupe au détriment du Maghreb de Fès sur le score de 2-0 au cours d'une finale jouée dans le Stade d'honneur à Casablanca. Le COD Meknès remporte ainsi pour la première fois un titre.

Après une année exceptionnelle en D2, les rouges ont fini la saison avec une attaque en feu et qui a marqué 88 buts en une seule saison ce qui reste un record imbattable dans le football marocain. La légende Hamadi Hamidouch, lui seul, avait marqué 73 buts preuve que le club méknassi est promu en Botola 1 avec un vrai parcours de champion.
En 1965-1966 le CODM a remporté la coupe du trône après sa victoire historique sur son voisin rival, le MAS de Fès, à Casablanca par deux buts a zéro inscrits par Boaza et Hamidouch. Malheureusement en cette année le club meknassi est revenu en deuxième division. Dans la même année et comme étant le vainqueur de la coupe du trône, le CODM avait perdu la supercoupe du Maroc face au grand club WAC qui a été le champion du Maroc en titre.

### 20 ans plus tard: une seule finale
Après sa remontée en D1, le club a vécu une situation instable mais il a connu des grands joueurs à cette époque. En 1974, le CODM a joué contre Clube de Regatas do Flamengo un match amical en phase de préparation à la nouvelle saison qui suit.
En vingt ans, le club n'arrive qu'une seule fois en finale et c'était en 1981 contre le WAC. Il a été battu 2-1 après un match difficile contre les vice-champions du Maroc qui ont été classées deuxième dans le classement final du championnat avec 73 points.
Concernant cette finale, Hamid Abdelwahab, ex-joueur du CODM, raconte au CODM-Meknes.com : « C’est un mauvais souvenir à ma carrière sportive, six minute de la fin du match le CODM qui a mené un but à zéro (But de Aziz), prend deux buts et perd cette final 2-1 ».

### 1993-1996: enfin le championnat
Enfin, le club gagne son unique titre de champion du Maroc lors de la saison 1994-1995 sous la présidence de M. SAADALLAH Mohammed après avoir fini la saison en tête avec 66 points. Le CODM a été construit par des jeunes joueurs dont la plupart appartenaient à l'école des hirondelles (école du CODM). Dans la même saison, le club a joué deux matchs amicaux, une rencontre contre l'Olympique de Marseille et une rencontre face au club néerlandais de Feyenoord au sein d'une finale du Tournoi Père Jégo après avoir battu le Raja de Casablanca par 4-0 devant son public au stade Mohammed-V et l'international Abdeljalil Hadda surnommé « Camacho » avait marqué deux buts dans ce match. Les Méknassis ont perdu cette finale par un but à zéro inscrit par Henrik Larsson.

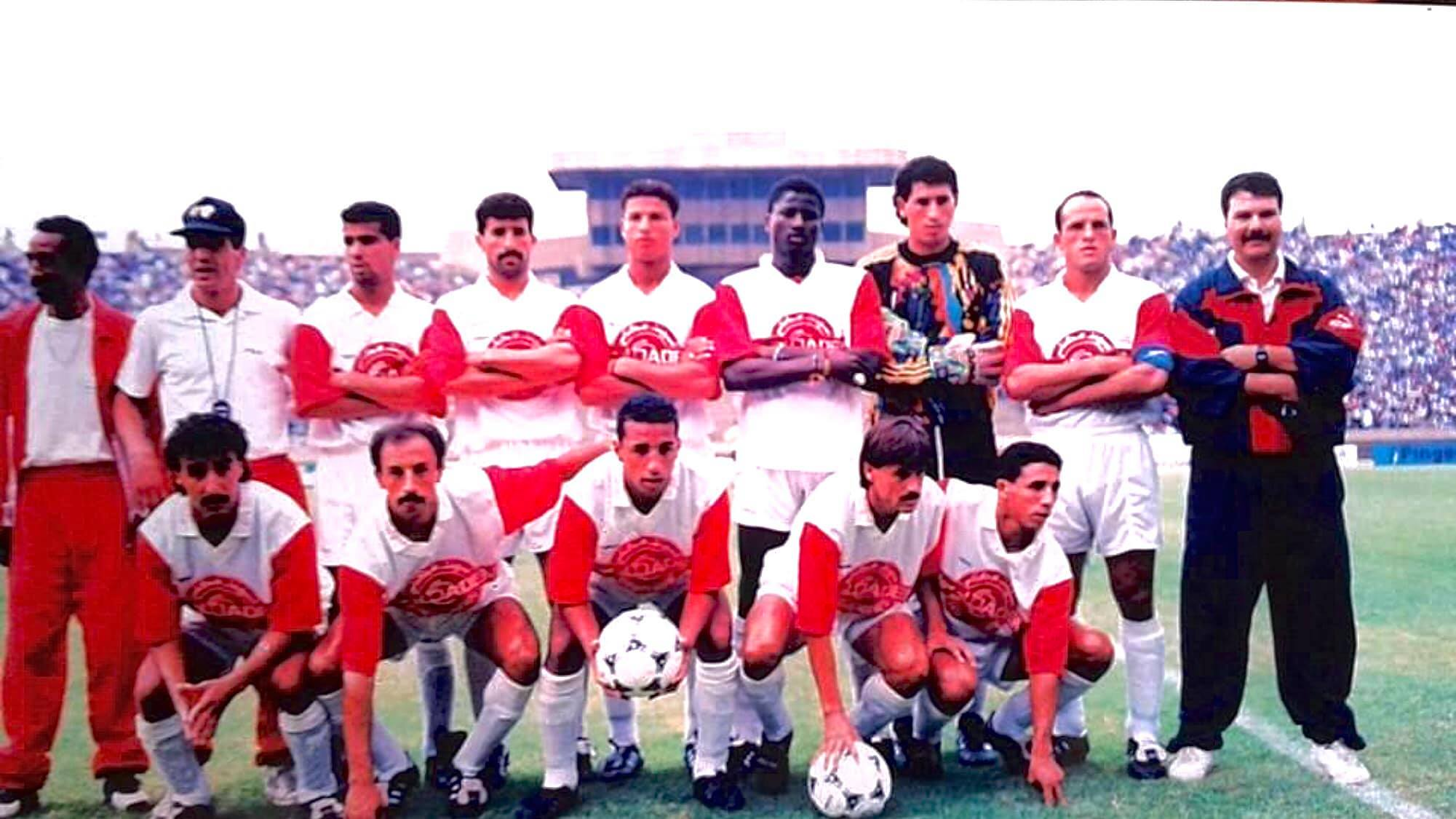
Saison 1994/1995, CODM a remportée son unique titre de champion du Maroc dans toute son histoire.

La victoire du championnat a permis au club de jouer pour la 1re fois de son histoire dans la ligue des champions en 1996. Ils sont arrivés en quart de finale et ont été éliminés face au club égyptien du Zamalek.

### Les années 2000-2012

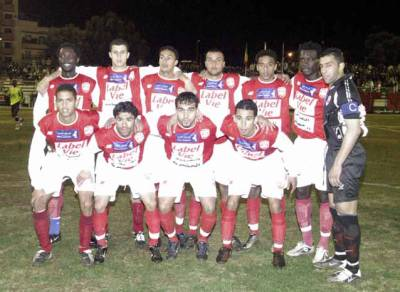
CODM 2005/2006

#### Coupe de la Confédération 2005
L'équipe du COD de Meknès s'inclinant sur le score de un but à zéro (1-0) face au Dakar Université Club (DUC) Match retour Meknès stade d'honneur 0 - 1  Qualification au tire au but  3 / 1 Pour Le CODM
| Dakar Université Club | 1 - 1 1-3 tab | COD Meknès | 1 - 0 | 0 - 1 |

#### Coupe de la Confédération 2005 (2etour aller-retour)
COD Meknès 	0 - 1	 AS Marsa 
Match retour Meknès stade d'honneur COD Meknès 	0 - 2	 AS Marsa 
| COD Meknès | 0 - 3 | AS Marsa | 0 - 1 | 0 - 2 |

#### Ligue des champions arabe 2006 (Premier tour aller-retour)
Le club du CODM de Meknès a été battu par la formation égyptienne du Zamalek par 1 but à 0 au Caire, en match aller du premier tour de la Ligue arabe des champions de football. Le Match retour le 22-10-2006 à Meknès Stade d'honneur, match nul 2-2
| Zamalek SC | 3 - 2 | COD Meknès | 1-0 | 2-2 |

#### Finale de la Coupe du Trône 2010/2011

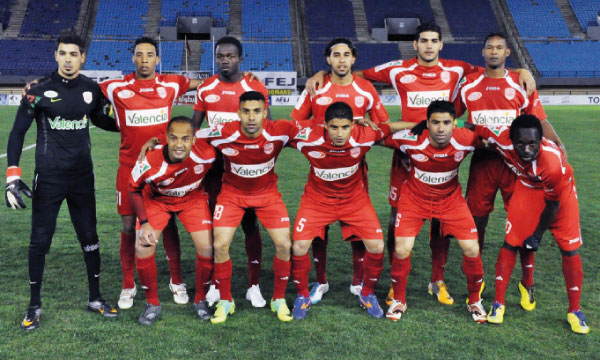
CODM 2011

Ce succès a permis donc au MAS de prendre sa revanche sur le CODM, qui l'avait battu en finale de la coupe du Trône en 1966 et s'était ainsi offert son unique titre dans cette compétition. En dépit de leur défaite, les joueurs du CODM ont fait preuve de courage et de combativité .

#### Coupe de la confédération 2012
Seizièmes de finale
Match aller 
| FC Séquence | 0 - 2 | COD Meknès |

Match retour
| COD Meknès | 3 -0 | FC Séquence |

Le CODM a déroulé son football devant son public au stade d’Honneur de Meknès. Sans forcer, et en développant son jeu à laquelle a largement contribué l’opposition inexistante de FC Séquence, les hommes d’Abderrahim Talib ont largement dominé leur adversaire du jour. Les buts de la rencontre ont été inscrits par le Sénégalais Pap Ndiaye, auteur d’un doublé (5e, 32e), et Abdelmjid Eddine (47e, sur penalty). 3-0
Huitièmes de finale
Le CODM affrontera l'ASEC Mimosas de la Côte d'Ivoire, match aller 1-1
Match retour à Meknès match nul qualification pour CODM  0-0
| ASEC Mimosas | 1 - 1 | COD Meknès |

| COD Meknès | 0 - 0 | ASEC Mimosas |

Huitièmes de finale bis
Les vainqueurs avancent en barrage contre les perdants du 2e tour de la Ligue des champions 2012 .
le COD de Meknès a été éliminé après avoir concédé un nul (1-1) face au Stade Malien. Abdelali Semlali a ouvert le score pour les Meknassis à la 22e minute avant que les Maliens n’égalisent grâce à Lamine Diawara (43e). En match aller, disputé à Bamako, le club de la capitale ismaélienne avait concédé une lourde défaite sur le score de 3 buts à 0.
| Stade malien | 3- 0 | COD Meknès |

| COD Meknès | 1 - 1 | Stade malien |

## Stade d'honneur de Meknès
Le stade d'honneur de Meknès est un stade de football style anglais situé à Meknès au Maroc. Il fut construit en 1982 et a une capacité de 25 000 places. Il est doté d'une pelouse synthétique depuis 2007.
Il accueille les matches du CODM de Meknès, ainsi des matchs de l'équipe nationale du Maroc et des concerts de musique. Il a aussi abrité la finale de la CAN Junior 1997.
Il s'appelait auparavant « stade de la garnison » et abritait des matches de rugby à l'époque du protectorat français au Maroc (1912-1956).

## Records du club en compétitions
- Les plus larges victoires en championnat :  (21e journée) COD Meknès 4-0  Moghreb de Tetouan en 1996[5], (18e journée) 4-0 contre  Raja de Casablanca en 1982[6] et (1ère journée) 5-2 contre  AS de Salé en 1995[5] ;
- Plus large victoire en compétitions internationales à domicile : 8 avril 2013,  COD Meknès 3-0  FC Séquence, match retour du 1/16 finale de la coupe de la confédération ;
- Plus large victoire en compétitions internationales à l'extérieur : 23 mars 2013,  FC Séquence 0-2  COD Meknès, match aller du 1/16 finale de la coupe de la confédération ;
- Plus large défaite en compétitions internationales à domicile : 5 mars 2005  COD Meknès 0-1  AS Marsa, match aller du premier tour de la coupe de la confédération.
- Plus large défaite en compétitions internationales à l'extérieur : 30 juin 2013  Stade malien 3-0  COD Meknès, match aller des huitièmes de finale bis de la coupe de la confédération.

## Palmarès
| National | Amical                                                                                  | International                                                    |
| --- | --------------------------------------------------------------------------------------- | ---------------------------------------------------------------- |
| - Championnat du Maroc (1) : - Champion : 1995 - Vice-Champion : 1982 - Coupe du Trône (1) : - Vainqueur : 1966 - Finaliste : 1981 et 2011 - Championnat du Maroc D2 (3) : - Champion : 1975, 2011 et 2024. Anciennes compétitions - Supercoupe du Maroc: - Finaliste : 1966 | - Tournoi Ahmed Antifit (1) : - Vainqueur : 1998 - Coupe Père Jégo : - Finaliste : 1996 | - Coupe des clubs champions africains : - Quart-finaliste : 1996 |

### Bilan en championnat depuis 1962
- 1964-1965 : 3e place
- 1965-1966 : 13e place (relégué en D2)
- 1968-1969 : 16e place (relégué en D2)
- 1975-1976 : 10e place
- 1976-1977 : 9e place
- 1977-1978 : 4e place
- 1978-1979 : 11e place
- 1979-1980 : 14e place
- 1980-1981 : 5e place
- 1981-1982 : Vice-champion
- 1982-1983 : 4e place
- 1983-1984 : 4e place
- 1984-1985 : 8e place
- 1985-1986 : 7e place
- 1986-1987 : 9e place (relégué en D2)
- 1988-1989 : 15e place (relégué en D2)
- 1994-1995 : Champion
- 1995-1996 : 9e place
- 1996-1997 : 6e place
- 1997-1998 : 13e place
- 1998-1999 : 10e place
- 1999-2000 : 12e place
- 2000-2001 : 11e place
- 2001-2002 : 10e place
- 2002-2003 : 4e place
- 2003-2004 : 6e place
- 2004-2005 : 12e place
- 2005-2006 : 6e place
- 2006-2007 : 13e place
- 2007-2008 : 16e place (relégué en D2)
- 2011-2012 : 11e place
- 2012-2013 : 15e place (relégué en D2)
- 2024-2025 : 11e place

### Parcours international
Depuis sa renaissance en 1962, le grand CODM a participé :
- 1 fois à la Ligue des champions (Quart-finale) (1996)
- 2 fois à la Coupe de la CAF (2005) et (2012)
- 1 fois au Championnat arabe des clubs (2006)

## Personnalités du club

### Anciens présidents
| Nom                           | Nationalité |
| ----------------------------- | ----------- |
| Saad Eddine laanigri          | Maroc       |
| Ba Hamid Sidi Lahlou          | Maroc       |
| Haj Ahmed Marzake             | Maroc       |
| Haj Kacem Bennouna            | Maroc       |
| Saleh Rhalaf                  | Maroc       |
| Haj Mohamed Benabdeljalil     | Maroc       |
| Haj Salam Bennouna            | Maroc       |
| Abdelnabi Terrab              | Maroc       |
| Kamal El-Mandri               | Maroc       |
| Moulay Abdelrahman El-Bachiri | Maroc       |
| Nourredine Kendouci           | Maroc       |
| Hamza Felloussi               | Maroc       |
| Idriss el-Alami               | Maroc       |
| Abdelaziz Rehioui             | Maroc       |
| Idriss El-Alami               | Maroc       |
| Abderafie allali              | Maroc       |
| Mohamed Saâdallah             | Maroc       |
| Hassan El-Mahmoudi            | Maroc       |
| Haj Mohamed Keddari           | Maroc       |
| Faisal Amrani                 | Maroc       |

### Anciens footballeurs célèbres
- Abdeljalil Hadda "Camacho"
- Carlos Gomes
- Hamadi Hamidouch
- Mohamed El Mrini
- Mustapha Bidane
- Abdellah Boudouma
- Aziz Daidi
- Kacem Bennouna
- Chafik Rahmouni
- Mohamed "Samba"
- Hamid Abdelwahab
- Oueld Lala
- Abdelghani Ghouini
- Moulay Hassan Chicha
- M'barek Mbiri
- Aissaoui
- Oueld Ghzala
- Larbi "Gilette
- Didier Knipa

### Anciens entraîneurs
- Haj Kacem Bennouna
- Petre Mîndru (1976–77)
- Hamadi Hamidouch (1977-88)
- Abdellah Settati
- Abdelkader Youmir (1994-96)
- Raoul Savoy (2003–05)
- Eugèn Moldovan (2006–07)
- Hicham El Idrissi (2010-11)
- Abderrahim Taleb (2011-12)

## Effectif professionnel actuel
Ce tableau liste l'effectif professionnel du CODM pour la saison 2021-2022.

## Rivalités

### Derby du Saïss
Ce derby voit s'opposer les deux plus grands clubs des villes voisines Fès et Meknès, respectivement le club du MAS et le club du CODM.
Par deux fois le MAS et le CODM se rencontrèrent lors d'une finale de coupe du trône.
- La première fois se déroula lors de la 10e édition de la coupe du trône en 1966, remporté par le CODM sur le score de 2-0.
- La seconde fois se déroula lors de la 55e édition de la coupe du trône en 2011, soit 45 ans plus tard. Cette fois, elle fut remportée par le MAS sur le score de 1-0.

Le nombre des matchs joués entre les deux équipes ont dépassé les 60 matchs.

## Centres d'entraînement

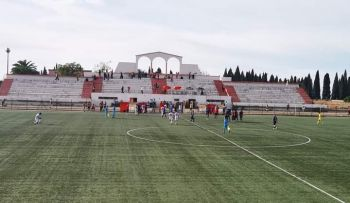
Centre d'entraînement CODM les hirondelles de Meknès

Le CODM dispose de plusieurs installations sportives tels que le Le stade de football "Les Hirondelles" et "Stade d'Honneur".

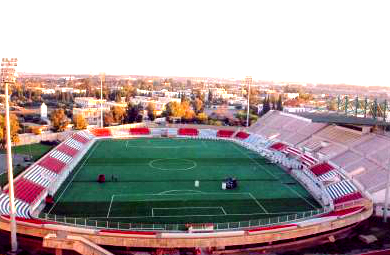
Stade d'honneur de Meknès

## Logos du club

Logo blanc
Logo rouge

## Culture populaire

### Supporteurs
- Ultras REDMEN 08,
- Ultras VULCANO Rosso 10.